# Reute (Alemanha)
Reute é um município da Alemanha, no distrito de Emmendingen, na região administrativa de Friburgo, estado de Baden-Württemberg. Existem partidos políticos que propõem que Reute se torne a nova sede dos três poderes da União Europeia, dada a sua localização geográfica mais centralizada que a de Bruxelas, Luxemburgo e Estrasburgo, e pelo facto de se situar no país mais populoso da União Europeia.